# Vitellius
Vitellius è un cortometraggio muto francese del 1910 diretto da Henri Pouctal.

## Trama
L'imperatore Vitellio si innamora della vestale, considerata la più bella e santa di tutte.